# Pedro Kasui Kibe
Pedro Kasui Kibe (en japonés: ペトロ・カスイ・岐部; Kibe, Kunisaki en Bungo —actual barrio de Kibe Kunimi de la ciudad de Kunisaki en la Prefectura de Ōita—, 1587-Edo —actual Tokio—, 4 de julio de 1639) fue un cristiano católico japonés y un sacerdote jesuita. Antes de llegar a Roma (Italia), se convirtió en el primer japonés en visitar Jerusalén. Después de su regreso a Japón, fue martirizado. Se le considera el "Marco Polo japonés" o "el cristiano que recorrió el mundo".La Iglesia católica conmemora su festividad el 4 de julio.

## Primeros años
En 1587 Pedro Kibe en Kibe, Kunisaki en Bungo (actual barrio de Kibe Kunimi de la ciudad de Kunisaki en la Prefectura de Ōita), sus padres eran cristianos católicos. Empezó a estudiar en un seminario, una escuela teológica, a la edad de 13 años. En 1606 aspiraba a ser un jesuita y empezó a decir su nombre "Kasui". No se sabe por qué se llamaba a sí mismo "Kasui". Desde entonces, su nombre ha sido escrito como "Pedro Kasui Kibe" en los documentos jesuitas.
En 1614 fue exiliado a Macao, China, debido a una orden de expulsión de los cristianos. Aprendió latín y teología en una escuela teológica en Macao. Sin embargo, él y otros japoneses sabían que iba a ser difícil ser sacerdotes a causa de la discriminación por su nacionalidad, por lo que abandonó la escuela para ir a Roma.
Fue a Malaca y Goa en la India por barco, y después se fue a Europa a pie a través de Persia (actual Irán), el estrecho de Ormuz y Bagdad, Irak, para finalmente convertirse en el primer cristiano japonés en llegar a Jerusalén. Después de un difícil viaje que duró tres años, llegó a Roma después de navegar por el mar Mediterráneo. Desde Macao escribió una carta diciendo que dejaría Macao y se iría a Roma, pero no hablaría con ellos. Sin embargo, en Roma los jesuitas examinaron a Kibe y descubrieron que tenía suficiente conocimiento y era adecuado para ser sacerdote. El 15 de noviembre de 1620 se ordenó sacerdote jesuita a la edad de 32 en la Basílica de San Juan de Letrán en Roma. Después, él fue entrenado durante dos años en una escuela de formación jesuita en Roma y tomó sus votos como sacerdote jesuita en Lisboa, Portugal. En 1623 partió para la India con otros 20 jesuitas. El siguiente año llegó a Goa vía Cabo de Buena Esperanza.

## Retorno a Japón
El padre Kibe tenía una decisión difícil de volver a Japón por el riesgo de ser un mártir a causa de los cristianos oprimidos y la entrada de sacerdotes cristianos a Japón estaba prohibida. Era un tiempo muy difícil para encontrar un barco que le permitiría volver a casa. Viajó por todo el sudeste de Asia y finalmente logró embarcarse en un barco en Manila, Filipinas, hacia Japón en 1630. El barco naufragó, pero llegó a Kagoshima en el sur de Japón. Regresó a su país 16 años después de que él se fue de casa.

## Martirio
El padre Kibe se escondió y escapó de la opresión severa. Fue al noreste de Japón vía Nagasaki y animó a los cristianos. En 1639 fue capturado y arrestado cuando estaba escondido en la casa de un cristiano. Fue enviado a Edo (Tokio actual). Conoció al exjesuita portugués Cristóvão Ferreira, quien ya había apostatado del cristianismo, pero Kibe le recomendó a Ferreira volver a la fe aunque éste no lo hizo. El padre Kibe fue torturado severamente, pero nunca rechazó su fe. Incluso animó a otros 2 creyentes en el "hueco de tortura" que también estaban siendo torturados hasta la muerte. Como resultado los guardias enfurecidos lo sacaron del agujero y lo atravesaron con una lanza matándolo el 4 de julio de 1639.

## Beatificación
En Kibe Kunimi de la ciudad de Kunisaki, Prefectura de Oita, está el Parque Memorial Padre Kibe, que fue fundado por el padre Sekki. La estatua de Kibe fue hecha por el escultor Yasutake Funakoshi y se está en el parque. El 7 de mayo de 2006 la Congregación para las Causas de los Santos de la Curia romana decidió que el padre Kibe y otros 187 cristianos japoneses que fueron martirizados debían ser declarados beatos.
La beatificación de Pedro Kasui Kibe y otros 187 mártires tuvo lugar el 24 de noviembre de 2008 en Nagasaki, celebrada por el cardenal portugués José Saraiva Martins, como delegado del papa Benedicto XVI. Para la celebración litúrgica en el Estadio de Nagasaki más de 30,000 personas asistieron.